# Total Drama Island
Total Drama Island је канадска анимирана серија која се приказује на канадској ТВ мрежи Телетун намењеној претежно цртаним филмовима и серијама, а такође је приказивана и на америчким програмима Cartoon Network и Nickelodeon. Оригинална канадска верзија је предвиђена за тинејџерску публику, али америчка је прерађена и цензурисана како би била прикладнија за децу, што је предмет критике многих обожавалаца.
Серија је пародија на разне ријалити емисије, првенствено на Сурвајвор, али позајмљује мотиве и из многих других: Велики Брат, Стваран свет, Endurance, Iron Chef.

## Радња
Радња серије се одвија на неком малом острву у Маскоки у Онтарију, у летњем кампу по имену Ваванаква. У њему се 22 тинејџера, кампера, надмећу у разноврсним задацима које им поставља водитељ, Крис Меклејн, уз помоћ Кувара Хечета и екипе продуцената који никад нису приказани. 22 такмичара су подељена у две екипе и као такви се такмиче у задацима које им Крис задаје. Екипа која победи у задатку који је тог дана задат осваја нерањивост, односно сви чланови те екипе су „безбедни“ за тај дан (понекад добију и неку награду приде), док чланови поражене екипе гласају кога желе да избаце међу собом. На крају, на церемонијама крај логорске ватре, Крис дели камперима маршмелоуе којих је увек за један број мање од броја чланова поражене екипе. Кампер који не прими маршмелоу је елиминисан у ритуалу који подразумева ходање Доком срама, укрцавање на Брод лузера и одлазак са острва. Крис увек наглашава да елиминисани такмичар никад не може да се врати на острво.

## Ликови
- Крис Маклејн – водитељ емисије. Има доста искуства у вођењу ТВ емисија. Крис понекад испољава садистичке склоности, отворено изражавајући задовољство када неки кампер пати или се мучи. Има обичај да, након што објави да ће неки задатак бити опасан, дода „Ово ће бити супер!“ Његов лик је створен по узору на Џефа Пробста, водитеља Сурвајвора.

- Кувар Хечет – Крисов помоћник. Осим кувања ради и многе друге ствари: као болничар који помаже повређеним камперима, као иструктор када су у питању поједине вежбе, или служи Крису за тестирање појединих акција које ће кампери имати задатак да раде, у сврху утврђивања да ли је та акција довољно безбедна.

### Кампери
- Бет – дружељубива, ведрог духа, препознатљива по наочарима и протези. Бет пре свега жели да стиче пријатеље (што јој само делимично полази за руком), али и да постигне успех учествовањем у овој ријалити емисији.
- Ди-џеј – тамне пути, доброћудан, спреман да помогне својим саиграчима у свакој прилици. Имао је зеца љубимца на острву.
- Гвен – ћудљива и повучена, због чега су је неки звали даркерком, мада Гвен то ипак није. Због своје не претерано дружељубиве нарави није тако често склапала познанства са другим камперима, али у суштини није ни одбојна.
- Џеф – карактеристичан по каубојском шеширу и томе што воли журке. Важније му је да се добро забави него да јури за наградом.
- Линдзи – плавокоса, доста згодна али и приглупа. Због своје ограничене интелигенције често је предмет манипулације, исмевања, мада је у неколико наврата показала и да није потпуно ограничена. Чест гег током серије је да људе око себе зове погрешним именима.
- Хедер – има тамносиву косу и висока (највиша од женских кампера). Склона је сплеткама и искоришћавањем других, не презајући ни од чега да оствари циљ, због чега није превише омиљена код других кампера.
- Данкан – малолетни делинквент који је на острво пуштен условно из малолетничког дома. за њега се везују неки стереотипи једног младог преступника (трауме из детињства, крађа ситних предмета и сл.)
- Тајлер – момак који приказује себе у бољем светлу него што јесте, првенствено као сјајног атлету коме спорт у ствари не иде од руке. Уз то, има доста слабу кондицију.
- Харолд – поред Бет једини кампер са наочарима, Харолд је помало отуђен и у неком свом свету због чега је у више наврата био изложен разним смицалицама од стране других чланова његове екипе. Тврди да се разуме у борилачке вештине, да је колекционар разних предмета, да има пуно извиђачких беџева итд.
- Трент – црнокоси музичар који у слободно време свира на гитари
- Бриџит – плавокоса сурферка која највише воли сурфовање, море и делфине. Добронамерна је и лако склапа познанства са другима, ретко улазећи у конфликте.
- Ноа – интелигентан али уображен момак који највише воли читање књига. Чињеница да му мањка тимског духа, те да му спорт „није јача страна“, изазвали су негодовање у његовој екипи.
- Лешона – тамне је пути и велики борац. Лешона ће све учинити да би остварила циљ, притом ипак не наносећи штету осталима (за разлику од Хедер). Одана је као пријатељ, али исто тако не да на себе.
- Кејти и Сејди – две другарице које су увек заједно. Кејти је нешто виша, мало тамније пути и витка, док је Сејди нижа, бледе боје коже и дебељушкаста. Све остало им је заједничко: начин одевања, размишљања, говора. Крис је за њих једанпут рекао да „деле мозак“, алудирајући на готово идентичан начин размишљања.
- Езикиел – момак са села препознатљив по капи коју никад не скида. Кућно је школован и боравак на острву му је по свој прилици био први боравак ван фарме на којој је одрастао. Због тога су му многе ствари везане за цивилизацију и живот ван фарме страни.
- Коди – омалени момак који себе види као много привлачнијег женама него што заиста јесте. Његов труд да шармира девојке увек пропадне, резултујући комичним ситуацијама.
- Ива – девојка са вишком мушких хормона. Физички је веома јака, јача од већине мушкараца на острву, а хоби јој је дизање тегова. Због недружељубивости и кратког фитиља није била превише драга својим саиграчима из екипе.
- Овен – плавокос, гојазан и са одликама типичног Канађанина, Овен је љубитељ добре забаве, а посебно доброг залогаја. Скоро увек је добро расположен, некад толико да је то сумњиво другим камперима, а једини од свих се ниједанпут није пожалио на Кувареву храну, иначе врло сумњивог квалитета.
- Кортни – врло амбициозна и са великом жељом да успе у свему што ради. Често истиче како је прошла обуку у кампу, говорећи својој екипи како им је неопходна да би били успешни. Током серије постаје све бескрупулознија у циљу да оствари зацртане планове, највише због Данкановог утицаја.
- Џастин – манекен који је толико леп и наочит да је његова лепота у стању да омађија све женске кампере, а неретко и неког мушког. Џастин то редовно користи за личну добит.
- Изи – риђокоса и луцкаста. Често ради неке необичне ствари које други не би, некад и на граници са нормалним. Због тога је неколико кампера рекло „Да ли ми се то чини, или је та девојка малко луда?“